# Ernest Till

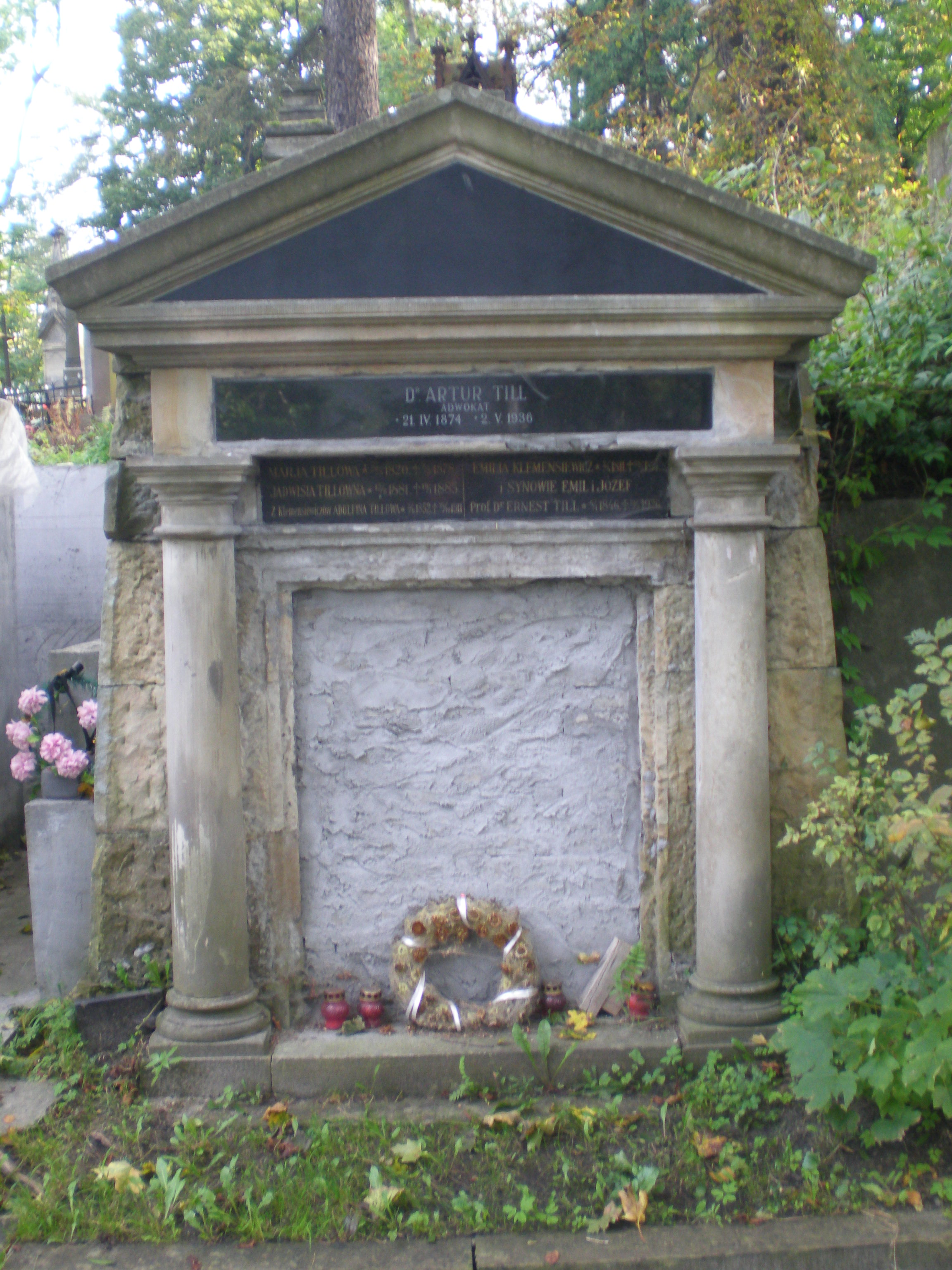
Grobowiec rodziny Tillów we Lwowie

Ernest Till (ur. 4 stycznia 1846 w Brzeżanach, zm. 21 marca 1926 we Lwowie) – polski prawnik, profesor Uniwersytetu Lwowskiego, członek Polskiej Akademii Umiejętności.

## Życiorys
Był synem Józefa i Marii z Winklerów. Uczęszczał do gimnazjum we Lwowie, w latach 1865–1870 studiował prawo i ekonomię na Uniwersytecie Lwowskim; w 1871 uzyskał stopień doktora praw. Następnie rozpoczął pracę w Prokuratorii Skarbu we Lwowie, po czym praktykę kandydacką do adwokatury. Od 1878 prowadził znaną kancelarię adwokacką we Lwowie. Jako adwokat urzędował przy ulicy Jagiellońskiej 2. Od 1873 prowadził wykłady z prawa rolnego w Akademii Rolniczej w Dublanach oraz z prawa leśnego w Szkole Gospodarstwa Leśnego we Lwowie. W 1877 habilitował się na Uniwersytecie Jagiellońskim na podstawie pracy O znaczeniu posiadania przy nabyciu nieruchomości i został docentem w Katedrze Prawa Cywilnego Austriackiego Uniwersytetu Lwowskiego. W 1888 mianowany został profesorem tytularnym, a po rezygnacji z adwokatury, w 1905 profesorem zwyczajnym. W latach 1905–1917 kierował katedrą prawa prywatnego austriackiego, a w roku akademickim 1906/1907 był dziekanem Wydziału Prawa. W 1921 mianowany został profesorem honorowym, wykłady kontynuował do końca życia.
W 1897 powołany na członka korespondenta Polskiej Akademii Umiejętności, w 1921 na członka rzeczywistego Towarzystwa Naukowego Warszawskiego. Należał także do Towarzystwa Naukowego we Lwowie (od 1920) oraz Towarzystwa Prawniczego we Lwowie (prezes od 1911). Przed 1914 był członkiem oddziału C. K. Galicyjskiego Towarzystwa Gospodarskiego w Lisku. W 1916 został wybrany prezesem zarządu Towarzystwa Nauczycieli Szkół Wyższych. W 1919 został wiceprezesem Komisji Kodyfikacyjnej RP i kierował lwowskim kołem Komisji Kodyfikacyjnej, które opracowało m.in. projekt kodeksu zobowiązań. Był redaktorem naczelnym pisma „Przegląd Prawa i Administracji”.
W latach 1874–75 wydawał wraz z Dr. Ignacym Szczęsnym Czemeryńskim pismo „Prawnik”, publikując w nim przeglądy prawodawstwa i mniejsze artykuły. W 1876 roku z dr Karolem Stromengerem założył „Przegląd sądowy i administracyjny”, który po wystąpieniu wspólnika prowadził sam do roku 1892, a od 1893 roku z dr Bronisławem Łozińskim, potem pod zmienioną nazwą „Przegląd prawa i administracji” aż 1926 roku. Po jego śmierci zmieniona nazwę na „Przegląd Prawa i Administracji im. Ernesta Tilla”.
W pracy naukowej zajmował się prawem cywilnym – prawem rzeczowym, spadkowym, prawem zobowiązań. Pracował nad projektem kodeksu cywilnego, a gdy prace nad nim zaczęły się opóźniać, przygotował projekt części ogólnej i szczegółowej prawa zobowiązaniowego, który był podstawą do prac nad kodeksem zobowiązań z 1933. Był twórcą lwowskiej szkoły prawa prywatnego, z której wywodzili się: m.in. Roman Longchamps de Bérier, Kazimierz Przybyłowski, Alfred Ohanowicz i znawca prawa handlowego Aleksander Doliński.
Otrzymał tytuł c. k. radcy dworu. 22 października 1917 został wyniesiony do godności szlacheckiego I stopnia, a w dyplomie z 6 lutego 1918 dodano przydatek „z Kostryna” („von Kostryn”; nobilitowany był właścicielem Kostrynia tj. przysiółka Uherzec Mineralnych). W 1926 otrzymał tytuł doctora honoris causa Uniwersytetu Jana Kazimierza we Lwowie. 
Został pochowany w grobowcu rodzinnym na Cmentarzu Łyczakowskim we Lwowie.
Był żonaty z Adolfiną. Ich dziećmi byli: Artur Till (1874–1936), także prawnik oraz adwokat i oficer, Stanisław Till (1875–1945), radca budownictwa w Urzędzie Wojewódzkim i dyrektor Muzeum Przemysłowego w Krakowie, Maria Zgórska (ur. 1878), Jadwiga (1881–1885), Ernest Till junior (1884–1985) oraz Adolfina Pagaczewska (1886–1974).

## Wybrane publikacje
- O podmiocie praw i prawach bez podmiotu (1872)
- O prawie zwyczajowym (1877)
- O przeniesieniu własności tabularnej (1878)
- O zasiedzeniu tabularnym (1879)
- Ogół praw majątkowych (1884)
- Prawo prywatne austryackie (1884–1904, sześć tomów)
- Z nauki prawa obligacyjnego (1895, pięć tomów)
- Zur Lehre von der Rechtsausübung (1915)

## Ordery i odznaczenia
- Krzyż Komandorski Orderu Odrodzenia Polski (2 maja 1923)[13][14]
- Order Żelaznej Korony III klasy (1898)[15]